# Светско првенство у пливању 2017 — 400 м слободно за жене
Такмичење у пливању у дисциплини 400 метара слободним стилом за жене на Светском првенству у пливању 2017. одржано је 23. јула (квалификације и финале) као део програма Светског првенства у воденим спортовима. Трке су се одржавале у базену Дунав арене у Будимпешта.
За трке у овој дисциплини било је пријављено 36 такмичарки из 30 земаља. Титулу светског првака по трећи пут за редом са успехом је одбранила америчка пливачица Кејти Ледеки (светски првак из 2013. и 2017) која је финалну трку испливала у времену 3:58,34 минута (што је нови најбољи резултат светских првенстава). Сребрну медаљу освојио је још једна Американка Лија Смит (резултат 4:01,54), док је бронза припала Кинескињи Ли Бингђе (резултат 4:03,25).

## Освајачи медаља
|                    | Резултат |                 | Резултат |                 | Резултат |
|                    |          |                 |          |                 |          |
| Кејти Ледеки (САД) | 3:58,34  | Лија Смит (САД) | 4:01,54  | Ли Бингђе (КИН) | 4:03,25  |

## Званични рекорди
Пре самог такмичења у овој дисциплини важили су следећи рекорди:
| Рекорд                         | Име                | Резултат | Место                   | Датум           |
| ------------------------------ | ------------------ | -------- | ----------------------- | --------------- |
| Светски рекорд СР              | Кејти Ледеки (САД) | 3:56,46  | Рио де Жанеиро (Бразил) | 7. август 2016. |
| Рекорд светских првенстава РПр | Кејти Ледеки (САД) | 3:59,13  | Казањ (Русија)          | 2. август 2015. |

Током трајања првенства постигнути су следећи рекорди у овој дисциплини:
| Датум   | Трка          | Рекордерка         | Нови рекорд | Тип рекорда |
| ------- | ------------- | ------------------ | ----------- | ----------- |
| 23. јул | квалификације | Кејти Ледеки (САД) | 3:59,06     | РПр         |
| 23. јул | финале        | Кејти Ледеки (САД) | 3:58,34     | РПр         |

## Резултати квалификација
За такмичење у тркама на 400 метара слободним стилом за жене било је пријављено 37 такмичара из 31 земље, а свака од земаља је имала право на максимално два такмичара у овој дисциплини. Квалификационе трке одржане су првог дана пливачких такмичења, 23. јула у јутарњем делу програма, са почетком од 10:52 по локалном времену, а пласман у финале остварило је 8 такмичарки са најбољим резултатима квалификација. Од 37 пријављених у квалификационим тркама учестовало је 36 такмичарки.
| ПЛ. | Трка | Стаза | Пливач                   | Држава                    | Резултат       | Напомена       |
| --- | ---- | ----- | ------------------------ | ------------------------- | -------------- | -------------- |
| 01. | 4    | 4     | Кејти Ледеки             | Сједињене Државе          | 3:59,06        | КВ РПр         |
| 02. | 3    | 4     | Лија Смит                | Сједињене Државе          | 4:02,00        | КВ             |
| 03. | 4    | 3     | Аријарне Титмус          | Aустралија                | 4:04,26        | КВ             |
| 04. | 3    | 5     | Ли Бингђе                | Кина                      | 4:04,94        | КВ             |
| 05. | 4    | 5     | Богларка Капаш           | Мађарска                  | 4:05,93        | КВ             |
| 06. | 4    | 6     | Џанг Јухан               | Кина                      | 4:06,21        | КВ             |
| 07. | 4    | 7     | Вероника Попова          | Русија                    | 4:06,40        | КВ             |
| 08. | 3    | 2     | Ајна Кешељ               | Мађарска                  | 4:06,48        | КВ             |
| 09. | 3    | 6     | Ања Клинар               | Словенија                 | 4:07,75        |                |
| 10. | 3    | 3     | Миреја Белмонте          | Шпанија                   | 4:09,55        |                |
| 11. | 4    | 0     | Мери-Софи Харви          | Канада                    | 4:09,74        |                |
| 12. | 4    | 8     | Макензи Падингтон        | Канада                    | 4:09,88        |                |
| 13. | 2    | 4     | Дијана Дураис            | Португал                  | 4:10,07        |                |
| 14. | 3    | 8     | Жоана Марањао            | Бразил                    | 4:11,06        |                |
| 15. | 4    | 2     | Холи Хибот               | Велика Британија          | 4:12,77        |                |
| 16. | 3    | 0     | Лија Нил                 | Aустралија                | 4:13,38        |                |
| 17. | 2    | 1     | Барбора Завадова         | Чешка                     | 4:13,85        |                |
| 18. | 4    | 9     | Ли Јасоп                 | Јужна Кореја              | 4:13,94        |                |
| 19. | 3    | 1     | Арина Опенишева          | Русија                    | 4:15,45        |                |
| 20. | 3    | 9     | Јулија Хаслер            | Лихтенштајн               | 4:17,05        |                |
| 21. | 3    | 7     | Aндреина Пинто           | Венецуела                 | 4:17,46        |                |
| 22. | 2    | 5     | Моник Оливије            | Луксембург                | 4:18,04        |                |
| 23. | 2    | 9     | Марина Хансен            | Данска                    | 4:18,86        |                |
| 24. | 2    | 7     | Никол Олива              | Филипини                  | 4:19,23        |                |
| 25. | 2    | 6     | Елена Морено             | Костарика                 | 4:19,27        |                |
| 26. | 2    | 2     | Си Хангју                | Хонгконг                  | 4:20,57        |                |
| 27. | 2    | 3     | Кејт Бивон               | Јужна Африка              | 4:20,82        |                |
| 28. | 2    | 0     | Ханија Моро              | Eгипат                    | 4:21,67        |                |
| 29. | 2    | 8     | Реса Деви                | Индонезија                | 4:24,05        |                |
| 30. | 1    | 3     | Габријела Дуеји          | Либан                     | 4:25,34        |                |
| 31. | 1    | 1     | Талита Те Флан           | Обала Слоноваче           | 4:26,72        |                |
| 32. | 1    | 5     | Судтирак Вачарабусаракум | Tајланд                   | 4:30,96        |                |
| 33. | 1    | 4     | Данијела ван ден Берг    | Aруба                     | 4:32,09        |                |
| 34. | 1    | 6     | Хана Џил                 | Барбадос                  | 4:42,55        |                |
| 35. | 1    | 7     | Ишани Сенанјаке          | Шри Ланка                 | 4:45,48        |                |
| 36. | 1    | 2     | Викторија Ченцова        | Северна Маријанска Острва | 4:47,15        |                |
| —   | 4    | 1     | Нгујен Ти Ан Вјен        | Вијетнам                  | Није наступила | Није наступила |

## Резултати финала
Финална трка пливана је 23. јула у вечерњем делу програма од 18:03 часова.
| ПЛ. | Стаза | Пливач          | Држава           | Резултат | Нап. |
| --- | ----- | --------------- | ---------------- | -------- | ---- |
|     | 4     | Кејти Ледеки    | Сједињене Државе | 3:58,34  | РПр  |
| 2   | 5     | Лија Смит       | Сједињене Државе | 4:01,54  |      |
| 3   | 6     | Ли Бингђе       | Кина             | 4:03,25  |      |
| 4.  | 3     | Аријарне Титмус | Aустралија       | 4:04,26  |      |
| 5.  | 2     | Богларка Капаш  | Мађарска         | 4:04,77  |      |
| 6.  | 8     | Ајна Кешељ      | Мађарска         | 4:05,75  |      |
| 7.  | 7     | Џанг Јухан      | Кина             | 4:06,03  |      |
| 8.  | 1     | Вероника Попова | Русија           | 4:07,59  |      |